# Crambus dianiphalis
Crambus dianiphalis là một loài bướm đêm trong họ Crambidae.